# Kirill Lavrov
Kirill Jurjevitj Lavrov (russisk: Кирилл Юрьевич Лавров) (født 15. september 1925 i Leningrad i Sovjetunionen, død 27. april 2007 i Sankt Petersborg i Rusland) var en sovjetisk filminstruktør og skuespiller.
Kirill Lavrov var højt estimeret skuespiller i Sovjetunionen og Rusland og modtog en lang række hædersbevisninger, herunder Folkets kunstner i Ukraine, Folkets kunstner i Russiske SFSR, Leninordenen, Det Socialistiske Arbejdes Helt, Folkets Kunstner i USSR, USSR's statspris m.fl.

## Biografi
Kirill Jurjevitj Lavrov blev født i Leningrad (i dag Sankt Petersborg) i en familie med dybe rødder i byen og dens kulturliv. Under 2. verdenskrig blev han evakueret til først Kirov og senere til Novosibirsk i Sibirien, hvor han arbejdede som metalarbejder på en fabrik, der fremstillede militærudstyr. Da han var 17 år i 1943 meldte Lavrov sig til hæren og blev sendt til træning i Astrakhan ved flyvevåbnets tekniske skole, som han forlod i 1945. Han arbejdede herefter som mekaniker ved Sovjetunionens luftvåben, og blev udstationeret ved Kurilerne indtil 1950, hvor han forlod hæren, og flyttede til sine forældre i Kijev i Ukrainske SSR.
Kirill Lavrov fik sin filmdebut i 1955 i filmen made his film debut in Vasjok Trubatjov i ego tovarisjji (da: Vasjok Trubatjov og hans kammarater) instrueret af Ilja Frez. I 1964 fik Lavrov sit helt store gennembrud med sin hovedrolle som Sintsov i Zjivyje i mjortvyje (da.: De levende og de døde), et krigsdrama instrueret af Aleksandr Stolper. Lavrov  modtog international anerkendelse for sin hovedrolle som Ivan Karamazov i den oscarnominerede film Brødrene Karamasov (1969), som han også instruerede sammen med en anden af de medvirkende Mikhail Uljanov, efter at den oprindelige filminstruktør Ivan Pyrjev døde. Blandt andre af Lavrovs markante roller er i filmene Tjaikovskys liv og musik (1969), Ukrosjjenije ognja (da.: Ildens tæmmer) (1972) og Doverije (da.: Tillid) (1976).

## Filmografi i udvalg
- Vasjok Trubatjov i ego tovarisjji (1955)
- Zjivyje i mjortvyje (1964)
- Dolgaja stjastlivaja zjizn (1966)
- Brødrene Karamasov (Братья Карамазовы, 1969)[6][7]
- Tjaikovskys liv og musik (1969)
- Ukrosjjenije ognja (1972)
- Doverije (1976)
- Objasnenije v ljubvi (1977)
- Obratnaja svjaz (1977)
- Moj laskovyj i nezjnyj zver (1978)
- Stakan vody (1979)
- Magistral (1982)
- Iz zjizni natjalnika ugolovnogo rozyska (1983)
- Sjizofrenija (1997)
- Nezjnyj vozrast (2000)
- Master i Margarita (2005)